# Claudia Moatti
Claudia Moatti (aussi connue sous le nom de Claude Moatti), née le 19 février 1954 à Miliana, en Algérie, est une historienne française spécialiste de l'histoire de la Rome antique.
Elle est actuellement professeur émérite à l’université Paris 8 et professeur auxiliaire en droit et lettres à l’université de Californie du Sud de Los Angeles.

## Carrière

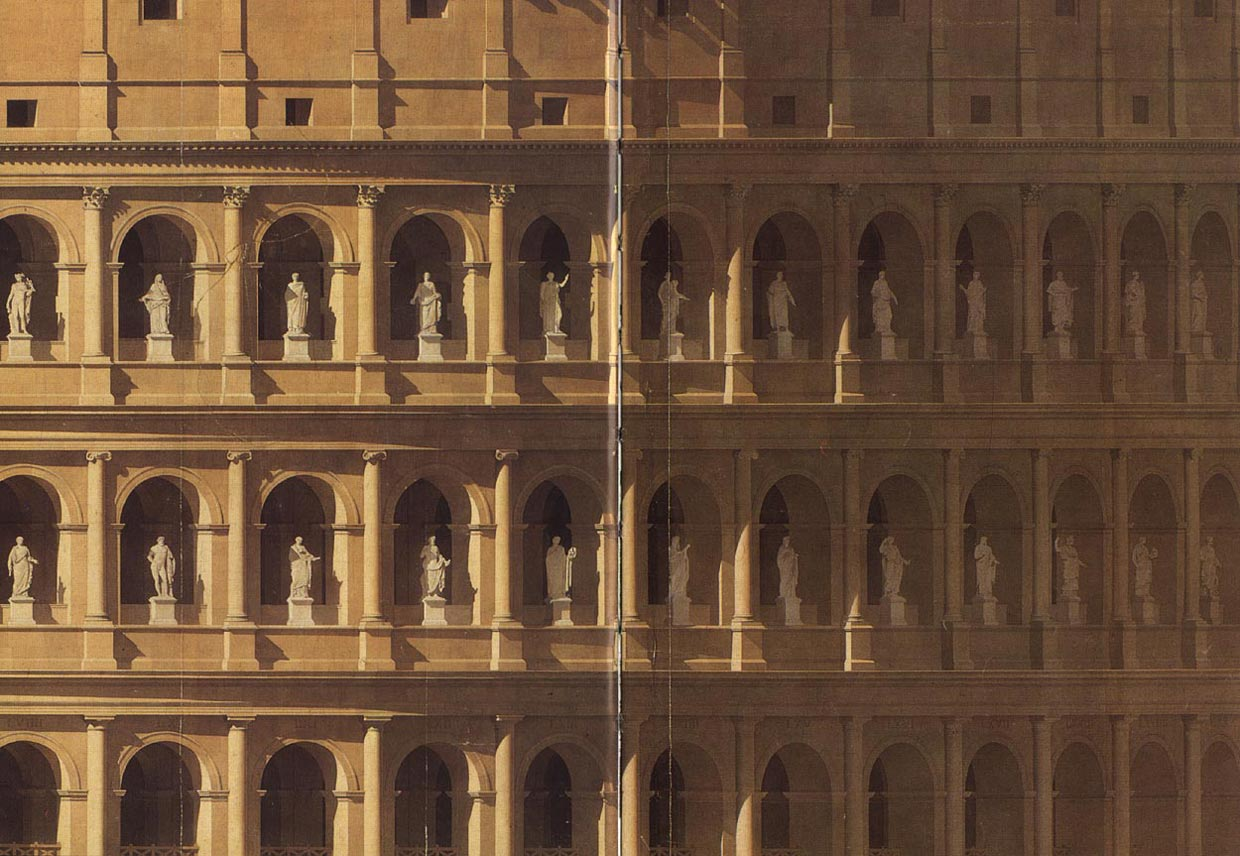
Pages 2 et 3 du livre À la recherche de la Rome antique, peinture de Joseph-Louis Duc, 1830.

Claudia Moatti est une ancienne étudiante de l'école normale supérieure de Sèvres (1974 -1979). Elle a soutenu en 1987 une thèse de doctorat en histoire intitulée Science juridique, politique et société à Rome aux deux derniers siècles de la République à Paris-I sous la direction de Claude Nicolet,.
Entre 1986 et 1989, elle est membre de l'école française de Rome. À son retour en France, elle occupe un poste de MCF à Paris 1 et ce jusqu'en 1998 où elle devient professeur des universités (PU) à Paris 8. Pour cela, elle avait soutenu en 1996 une habilitation à diriger des recherches. Moatti est professeur titulaire à l'université de Californie du Sud (USC) depuis 2004. Elle a également été membre de l’Institut universitaire de France.
Durant sa carrière, elle s'est spécialisée dans la pensée politique et la crise de la culture qui a surgi à la fin de la République romaine et au début de l'Empire romain, une période qui s'étend entre le IIe siècle avant notre ère et le Ier siècle.
Elle a fait des recherches sur l'histoire de la découverte de la Rome antique et sur « l'invention » de l'archéologie romaine à la fin des années 1980. Les résultats de ce travail sont présentés dans son livre À la recherche de la Rome antique . Ce livre a été traduit dans treize langues.
Également, elle s'intéresse à la construction du concept de Res publica, son livre sur ce sujet— Res publica : Histoire romaine de la chose publique — a été publié en avril 2018 chez Fayard,.
Elle a obtenu le prix François-Millepierres de l'Académie française en 2019 pour « Res publica ». Histoire romaine de la chose publique.

## Publications
- À la recherche de la Rome antique : introduction à l’histoire de l’archéologie romaine, Paris, Gallimard, 1989.
- Archives et partage de la terre dans le monde romain (IIe s.av-Ier s.apr.J.-C.), Rome, École française de Rome, 1993, 180 p.
- En collaboration avec Olivier de Cazanove, L’Italie romaine d’Hannibal à César, Paris, Armand Colin, 1995.
- La Raison de Rome. Naissance de l’esprit critique à la fin de la République, Paris, Seuil, 1997, 500 p.
- En direction, La mémoire perdue : À la recherche des archives oubliées de l’administration romaine, Rome, École française de Rome, 1998.
- En collaboration avec Catherine Brice et Mario Sanfilippo, Rome, Paris, Citadelles & Mazenod, 2000.
- En direction, Les Guerres puniques, Paris, Gallimard, 2009.
- Avec Michèle Riot-Sarcey, La République dans tous ses états, Paris, Payot-Rivages, 2009.
- En direction avec Wolfgang Kaiser et Christophe Pébarthe, Le Monde de l’itinérance : en Méditerranée de l’Antiquité à l’époque moderne, Pessac,  Ausonius Éditions, 2009.